# Kościół Matki Bożej Różańcowej w Strzelcach Krajeńskich
Kościół pw. Matki Bożej Różańcowej w Strzelcach Krajeńskich – rzymskokatolicki kościół filialny należący do parafii św. Franciszka z Asyżu w Strzelcach Krajeńskich.

## Historia i architektura
Świątynia była wzmiankowana w końcu XIII wieku. Obecny kościół to trzynawowa budowla gotycka, posiadająca kamienno-ceglaną, kwadratową wieżę. Budowla jest zorientowana na osi zachód-wschód. Pierwotnie był to kościół bazylikowy, wybudowany z cegły na kamiennym fundamencie. Świątynia otoczona była cmentarzem. 
Zapewne po tym jak husyci zniszczyli miasto a razem z nim i świątynię, budowla została przebudowana na halową. Od momentu wybudowania kościoła kilkakrotnie wieża była odbudowywana i było zmieniane jej zwieńczenie, które na skutek pożarów ulegało zniszczeniom. Gruntowne zmiany w wyglądzie i wystroju kościoła zostały przeprowadzone w połowie XIX wieku. Zostały wtedy usunięte wszystkie elementy dawnego wyposażenia, z którego zachował się ufundowany przez cech kowali w 1568 roku żelazny żyrandol, ozdobiony porożem jelenim.
W czasie remontu zostały przebudowane obydwie kruchty boczne i wieżyczki schodkowe. Otwory okienne zamknięte półkoliście zostały przebudowane na ostrołukowe, powstały również nowe empory, posiadające neogotyckie ozdoby i kapitele filarów z rzędem arkad, rozdzielających nawy.
W 1861 roku w królewskim zakładzie witrażowniczym w Berlinie, powstał witraż na elewacji wschodniej, ufundowany przez Fryderyka Wilhelma. Przedstawione na nim były: Maria z Dzieciątkiem Jezus oraz wizerunki Apostołów św. Piotra i św. Pawła, w otoczeniu arabeskowego splotu liści.
Główny ołtarz z trzema ostrołukowymi arkadami był ozdobiony kwiatami i koronkami. W jego centralnej części znajdował się obraz olejny przedstawiający Marię Magdalenę, która rozpoznaje Zmartwychwstałego Chrystusa, z lewej i prawej strony były umieszczone posągi Ewangelistów: św. Łukasza i św. Marka. Zostały również wykonane nowe organy, posiadające 31 piszczałek i zostały odlane trzy dzwony, posiadające nazwy: Wiara, Nadzieja, Miłość. Niestety pierwotne wnętrze kościoła nie zachowało się do dziś, ponieważ zostało spalone w czasie II wojny światowej. W latach 70. XX wieku świątynia w dużej mierze została odbudowana.